# Irland ved vinter-OL 2018
Irland deltager i vinter-OL 2018 i Pyeongchang, Sydkorea i perioden 9. – 25. februar 2018.

## Deltagere
Følgende atleter vil deltage i nedennævnte sportsgrene: 
| Sportsgren       | Herrer | Damer | Total |
| ---------------- | ------ | ----- | ----- |
| Alpint skiløb    | 1      | 1     | 2     |
| Freestyle skiløb | 1      | 0     | 1     |
| Langrend         | 1      | 0     | 1     |
| Snowboard        | 1      | 0     | 1     |
| Total            | 4      | 1     | 5     |

## Medaljer
| 2018 Pyeongchang | Guld | Sølv | Bronze | Total |
| Irland           | 0    | 0    | 0      | 0     |